# Mouzon (rivière)
Pour les articles homonymes, voir Mouzon.
Le Mouzon est une rivière française de la région Grand Est, qui coule dans les départements des Vosges et de la Haute-Marne. C'est un affluent direct de la Meuse en rive droite.

## Géographie
De 63,3 km de longueur, le Mouzon prend sa source sur le territoire de Serocourt à l'est de Martigny-les-Bains qu'il traverse. Il s'écoule essentiellement dans le département des Vosges mais fait une petite incursion dans la Haute-Marne. La première partie de son parcours s'effectue en direction de l'ouest. Peu après avoir quitté les localités de Rocourt et Tollaincourt, il change d'orientation et adopte la direction générale du nord, qu'il ne quitte plus jusqu'aux abords de son confluent. Il se jette dans la Meuse à Neufchâteau. À son confluent, le Mouzon a un débit moyen légèrement supérieur à celui de la Meuse (respectivement 4,76 et 4,63 m3/s).

### Communes traversées
Le Mouzon traverse ou longe les communes suivantes (d'amont en aval) :
- Département des Vosges : Martigny-les-Bains, Serocourt, Villotte, Lamarche, Rocourt, Tollaincourt, Rozières-sur-Mouzon, Blevaincourt, Robécourt, Vrécourt.

- Département de la Haute-Marne : Soulaucourt-sur-Mouzon, Nijon, Vaudrecourt, Outremécourt, Sommerécourt.

- Département des Vosges : Sartes, Pompierre, Circourt-sur-Mouzon, Tilleux, Certilleux, Rebeuville et Neufchâteau.

## Hydronymie
Le nom de la rivière dérive de l'hydronyme préceltique mosa, que l'on retrouve dans les noms de la Meuse et de la Moselle, suivi du suffixe -on correspondant au cas régime des noms gaulois.

### Toponymes
Le Mouzon a donné son nom aux trois communes de Circourt-sur-Mouzon, Rozières-sur-Mouzon et Soulaucourt-sur-Mouzon.

### Bassin versant
Le bassin versant total du Mouzon est de 414 km2,.

## Affluents
Le Mouzon a dix-neuf affluents référencés dont :
- le Petit Mouzon (module de 0,295 m3/s à son confluent)
- l'Anger ou Auger (rd), 27,9 km sur onze communes (1,38 m3/s) qui conflue à Circourt-sur-Mouzon
- le Bani ou Bany (rd), 11,7 km sur six communes et qui conflue à Circourt-sur-Mouzon (0,43 m3/s).

## Hydrologie
À son confluent le Mouzon est légèrement plus abondant que la Meuse (4,76 m3/s contre 4,63). Il n'est pas étonnant dès lors que la rivière ait une influence parfois déterminante sur le débit du fleuve dans son cours supérieur.

### Le Mouzon à Circourt-sur-Mouzon
La rivière a été observée durant une période de 41 ans (de 1968 à 2008) à Circourt-sur-Mouzon (hameau de Villars), petite localité du département des Vosges située peu en amont de son confluent avec la Meuse à Neufchâteau.
Le module du Mouzon relevé à Circourt-sur-Mouzon est de 4,58 m3/s pour une surface de bassin de 405 km2, soit la quasi-totalité de celui-ci (près de 98 %).
La rivière présente des fluctuations saisonnières de débit, avec des hautes eaux hivernales situées dans une fourchette allant de 7,31 à 9,44 m3/s, de décembre à mars inclus, et d'importants maigres d'été, entraînant une baisse du débit moyen mensuel jusqu'à 0,73 m3/s au mois d'août.

### Étiage ou basses eaux
Aux étiages, le VCN3 peut chuter jusque 0,030 m3/s, en cas de période quinquennale sèche, soit 30 litres par seconde, ce qui doit être considéré comme franchement sévère, mais est assez normal comparé aux débits d'étiage d'autres rivières de la région de Lorraine, comme l'Orne par exemple (VCN3 de 0,56 m3/s, pour un bassin de 1 268 km2 et un module de 12,4 m3/s).

### Crues
Les crues peuvent être fort importantes. Les QIX 2 et QIX 5 valent respectivement 70 et 96 m3/s. Le QIX 10 est de 110 m3/s, le QIX 20 de 130 m3/s et le QIX 50 de 150 m3/s. Ces valeurs de crue sont plus du double de celles de la Bar, affluent de la Meuse situé dans le proche département des Ardennes, et dont la surface de bassin comme la valeur du module sont assez comparables.
Le débit instantané maximal enregistré à Circourt-sur-Mouzon, en quarante ans d'observations, a été de 145 m3/s le 30 décembre 2001, tandis que le débit journalier maximal était de 111 m3/s le 10 mars 1999. La première de ces valeurs correspond plus ou moins au débit de crue cinquantennale (QIX 50), qui est de 150 m3/s. On peut dire dès lors que cette crue était relativement exceptionnelle, puisque destinée à ne se répéter que tous les 50 ans en moyenne.

### Lame d'eau et débit spécifique
Comme tous les cours d'eau issus du sud de la Lorraine, le Mouzon est au total une rivière irrégulière mais abondante, bien alimentée par les précipitations moyennes assez fournies de la région. La lame d'eau écoulée dans le bassin versant de la rivière est de 359 millimètres annuellement, ce qui est plus élevé que la moyenne française, tous bassins confondus, mais reste assez inférieur cependant à la moyenne du bassin français de la Meuse observé à Chooz, peu avant sa sortie du territoire (450 millimètres par an). Le débit spécifique (ou Qsp) se monte ainsi à 11,3 litres par seconde et par kilomètre carré de bassin.

### Qualité de l'eau

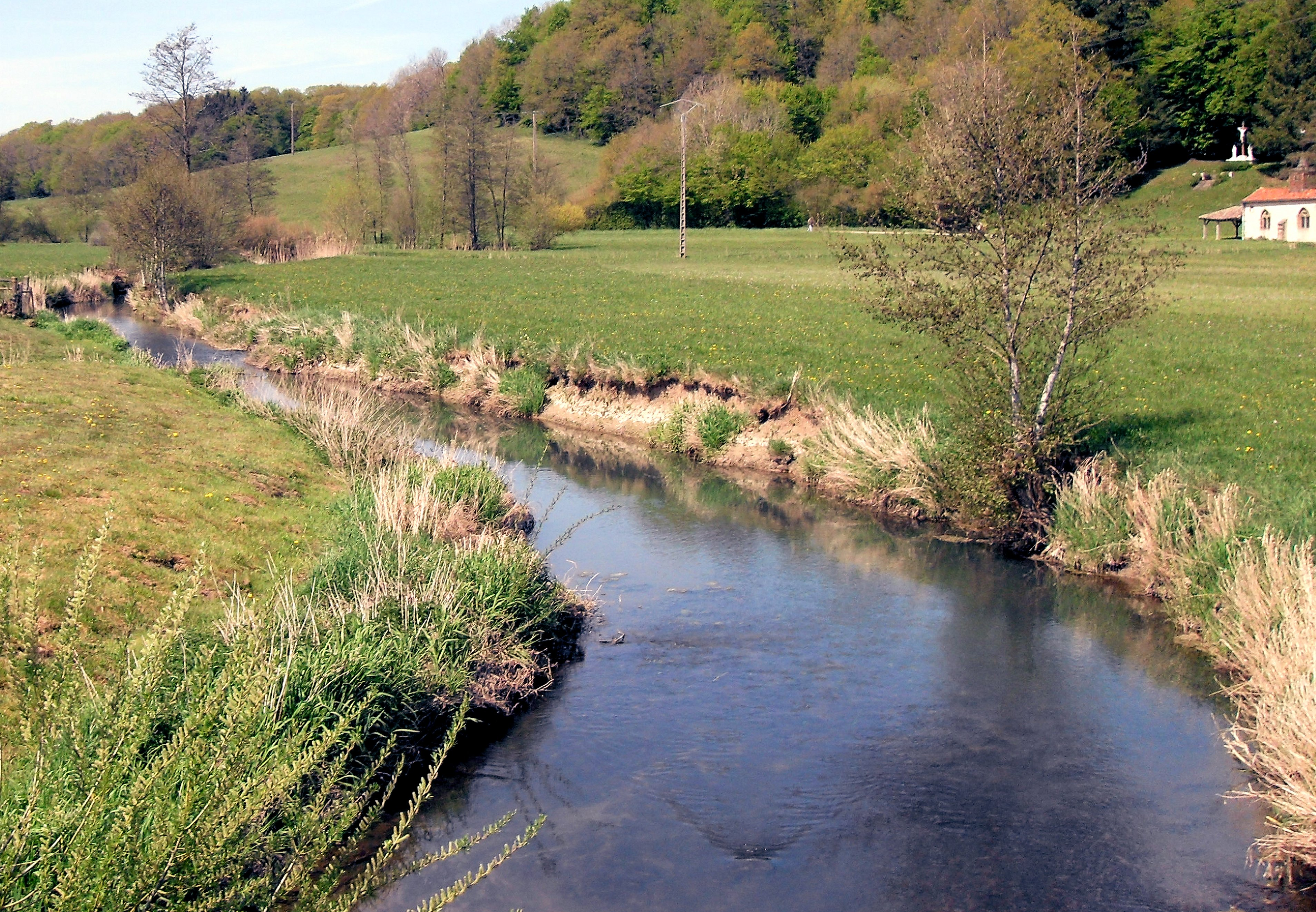
Le Mouzon à Rozières-sur-Mouzon.

En 2006, l'Agence de l'eau Rhin-Meuse attribuait à l'eau du Mouzon, analysée au niveau de Villars aux portes de Neufchâteau, la qualité de "mauvaise" (catégorie 3), tout comme les deux années précédentes, et en franche dégradation par rapport aux années 1998-2003 (catégorie 1B en 2003). La raison en est que la saturation en oxygène de l'eau qui doit être au moins égale à 70 % est tombée à 43 %, ce qui se traduit par une teneur en oxygène fort insuffisante de 3,5 milligrammes par litre au lieu des 5 mg requis. En examinant les différents paramètres pris en compte pour définir la qualité générale du cours d'eau, on remarque cependant que tant la demande chimique en oxygène (DCO) que sa demande biologique (DBO5) ont un bon, voire excellent niveau. Enfin, avec 0,12 mg/litre, la teneur en ion ammonium ou NH4+ se situait elle aussi à un bon niveau.

## Pêche
Le Mouzon est classé cours d'eau de première catégorie en amont de Rozières-sur-Mouzon.

## Patrimoine - Tourisme

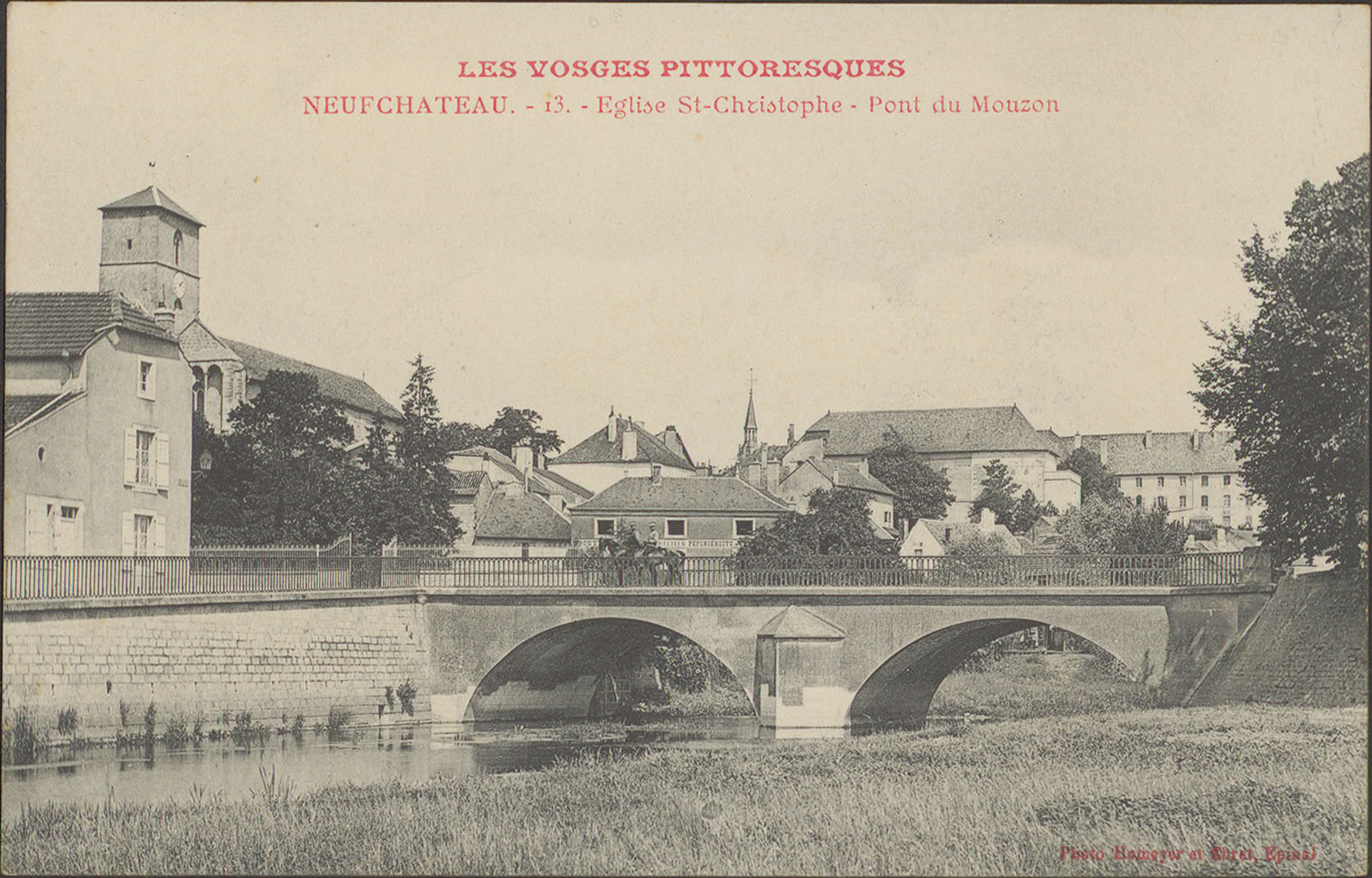
Pont sur le Mouzon à Neufchâteau.

- Neufchâteau : construite sur l'ancienne voie romaine dite "prétorienne" Lyon-Trèves, au confluent de la Meuse et du Mouzon. Le centre-ville a récemment été classé "secteur sauvegardé". Site urbain inscrit. Hôtel de ville de la fin du XVIe siècle. Maisons et hôtels des XVIIe et XVIIIe siècles (place Jeanne-d'Arc) classés ou inscrits Monument Historique. Église Saint-Christophe du XIIIe (Monument Historique), Église Saint-Nicolas des XIIe et XIIIe siècles (Monument Historique), comprend deux sanctuaires superposés (l'un roman, l'autre gothique), superbe mobilier religieux avec statues et tableaux, crypte de la fin du XIIe. Chapelle de l'Hôpital Saint-Esprit des XIIIe, XIVe et XVe siècles, avec riche mobilier (inscrit Monument Historique). Chapelle Sainte-Anne du XVe. Équipements sportifs, escrime, équitation, tir, aéroclub, etc. Pêche dans trois cours d'eau de deuxième catégorie (Meuse, Vair et Mouzon).
- Pont gallo-romain (Sommerécourt).